# Zmiineț, Luțk
Zmiineț (în ucraineană Зміїнець) este un sat în comuna Maiakî din raionul Luțk, regiunea Volînia, Ucraina.

## Demografie
Componența lingvistică a localității Zmiineț
     Ucraineană (98,37%)
     Rusă (1,26%)
     Alte limbi (0,3%)
Conform recensământului din 2001, majoritatea populației localității Zmiineț era vorbitoare de ucraineană (98,37%), existând în minoritate și vorbitori de rusă (1,26%).